# Debeli Rtič
Debeli Rtič este o arie protejată (arie specială de conservare — SAC, sit de importanță comunitară — SCI) din Slovenia întinsă pe o suprafață de 5,27 ha, integral pe uscat.

## Localizare
Centrul sitului Debeli Rtič este situat la coordonatele 45°35′35″N 13°42′25″E / 45.593°N 13.7069°E.

## Înființare
Situl Debeli Rtič a fost declarat sit de importanță comunitară în aprilie 2004 pentru a proteja un număr necunoscut de specii din flora spontană și fauna sălbatică aflate în arealul zonei. Situl a fost protejat și ca arie specială de conservare în februarie 2012.

## Biodiversitate
Situată în ecoregiunea continentală, aria protejată conține 3 habitate naturale: Bancuri de nisip acoperite în permanență slab de apă marină, Vegetație anuală la limita mareei, Faleze cu vegetație de Limonium spp. endemic de pe coastele mediteraneene.
La baza desemnării sitului se află un număr nedeclarat de specii protejate.